# سعيد حليم باشا

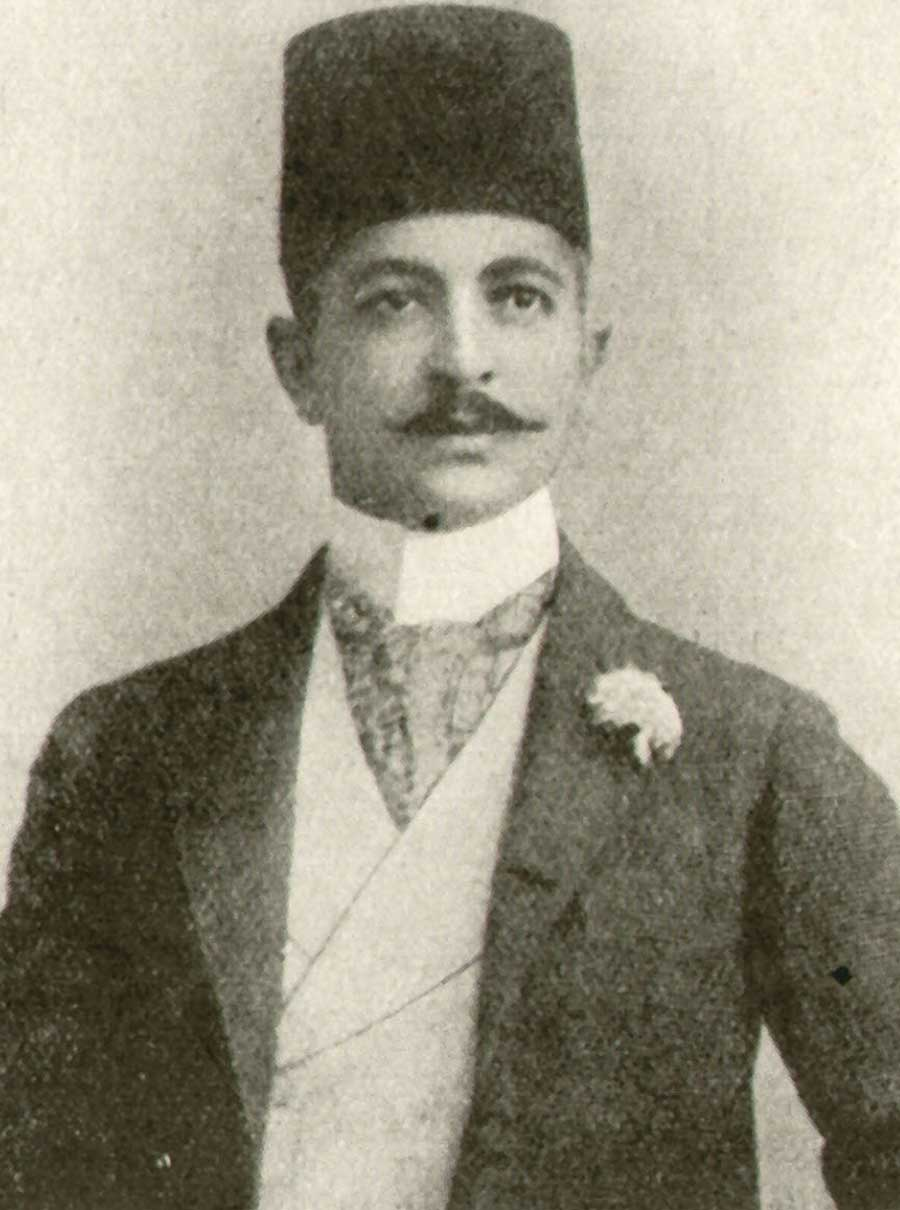
سعيد حليم باشا في صغره.

سعيد حليم باشا (1863 – 1921) سياسي مصري عثماني، ابن الأمير محمد عبد الحليم بن محمد علي باشا مؤسس الأسرة العلوية بمصر، تولى منصب الصدارة العظمى (رئاسة الوزراء) من عام 1913 إلى عام 1916، وقَّع معاهدة التحالف مع ألمانيا عام 1914، ومع ذلك عُرف بمعارضته لدخول تركيا الحرب، حاول الاستقالة عند اندلاع الحرب ولكنه احتفظ بمنصبه نزولاً عند إلحاح رجال حزب «تركيا الفتاة». اغتيل في روما سنة 1921.

## حياته
ولد في قصر شبرا في القاهرة، مصر. تلقى تعليمه على يد مدرسين خاصين ولاحقًا في سويسرا. في عام ١٨٩٠ أو ١٨٩٥. تزوج من أمينة إنجي طوسون، ابنة محمد طوسون باشا. في أواخر تسعينيات القرن التاسع عشر، تم بناء قصر سعيد حليم باشا في وسط القاهرة من أجله على يد المهندس الإيطالي أنطونيو لاسياك.
عندما ضمت بريطانيا مصر عام 1914، طالب بعرش النظام الملكي المصري بناءً على فرمان ١٨٦٦ الذي غير قانون الوراثة المصري قبل نصف قرن إلي أبناء إسماعيل باشا.
خلف محمود شوكت باشا بعد إغتياله، وأصبح الصدر الأعظم ووزير الخارجية معاً. كان المرشح الوسيط لعضوية لجمعية الاتحاد و الترقي؛ حيث كان سعيد حليم منتسبًا بشكل سطحي إلى الجمعية، فكان إسلاميًا مُحافظاً بشكل لم تكن تريده اللجنة المركزية، لكن هيبة أسلافه وإفتقاره إلى القوة السياسية، جعلته مرشحًا لمنصب الصدر الأعظم مقبولاً.
كان - علي مضد - أحد الموقعين في التحالف العثماني الألماني فقد كان ضد زج الدولة العثمانية بالحرب القائمة في أوروبا. استقال بعد غارة البحر الأسود التي أدت إلى إدخال الدولة العثمانية في الحرب العظمى. يُزعم أن السلطان العثماني محمد الخامس أراد شخصًا يَثق فيه بصفته الصدر الأعظم، وأنه طلب من سعيد حليم البقاء في منصبه لأطول فترة ممكنة.
خلال الإبادة الجماعية للأرمن، وقع سعيد حليم على أوامر ترحيل السكان الأرمن. ناشده البطريرك الأرمني زافين دير يغيايان أن يوقف الإرهاب الذي يرتكب ضد الأرمن، وهو ما رد عليه سعيد حليم بزعم أن التقارير عن الاعتقالات والترحيلات مبالغ فيها إلى حد كبير. تم ترحيل دير يجيايان نفسه فيما بعد.
خسر منصب وزار الخارجية عام 1915. استمرت رئاسة سعيد حليم للوزراء حتى عام 1917، وإنتهت بسبب الاشتباكات المستمرة بينه وبين جمعية الاتحاد والترقي. خلفه وزير الداخلية محمد طلعت باشا، ونفذ العديد من الإصلاحات الراديكالية والعلمانية.
إتُهم سعيد حليم بالخيانة خلال المُحاكمات العسكرية بعد الحرب العالمية الأولى في الدولة العثمانية، حيث كان أحد الموقعين التحالف العثماني الألماني. تم نفيه في 29 مايو 1919 إلى سجن في مالطا. تمت تبرئته من الاتهامات وأطلق سراحه عام 1921 وانتقل إلى صقلية. أراد العودة إلى إسطنبول عاصمة الدولة العثمانية، لكن هذا الطلب قوبل بالرفض. أُغتيل بعد فترة وجيزة في روما على يد أرشافير شراكيان، عميل الاتحاد الثوري الأرمني، لدوره في الإبادة الجماعية للأرمن.

## معرض صور

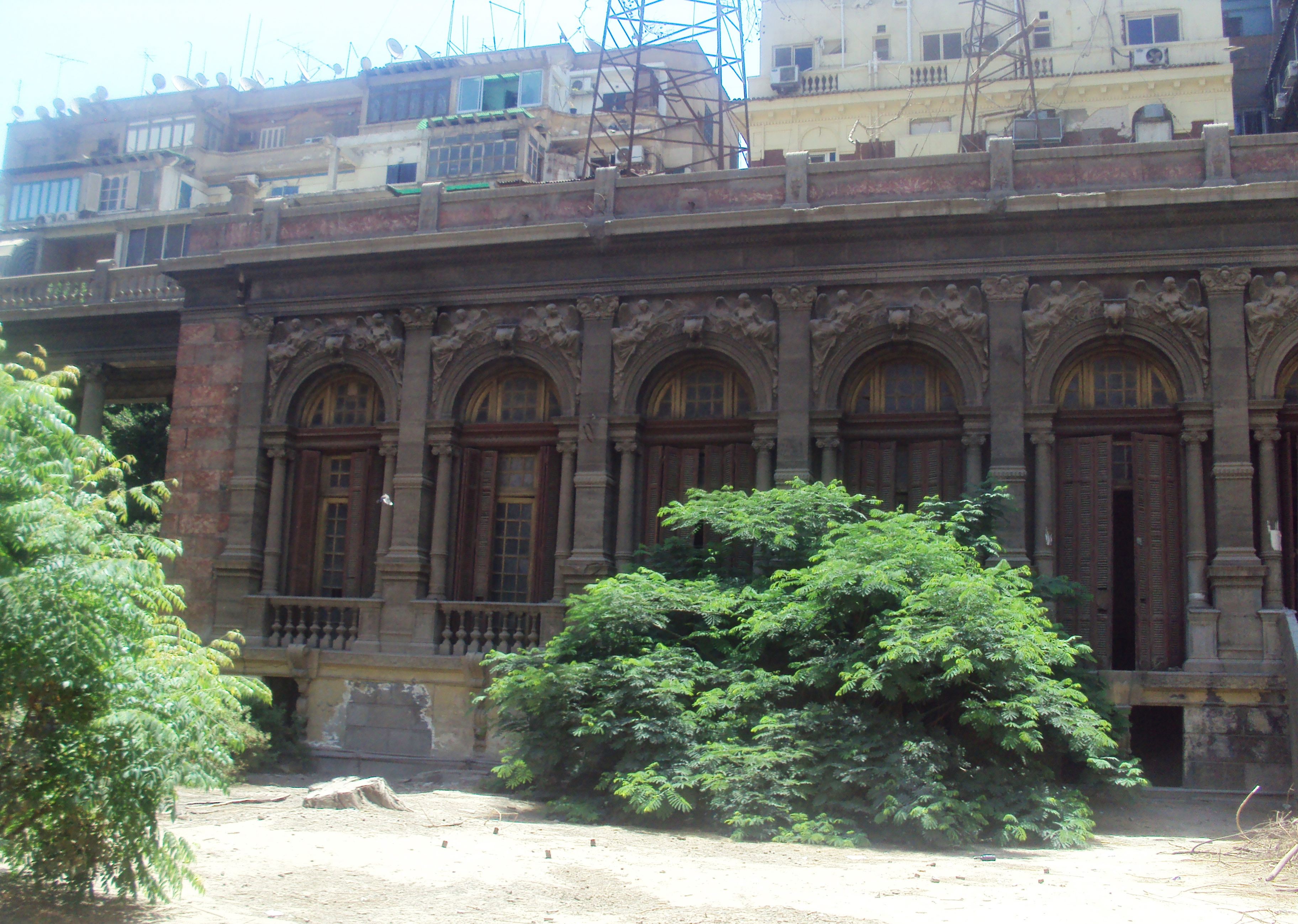
قصر سعيد باشا حليم.
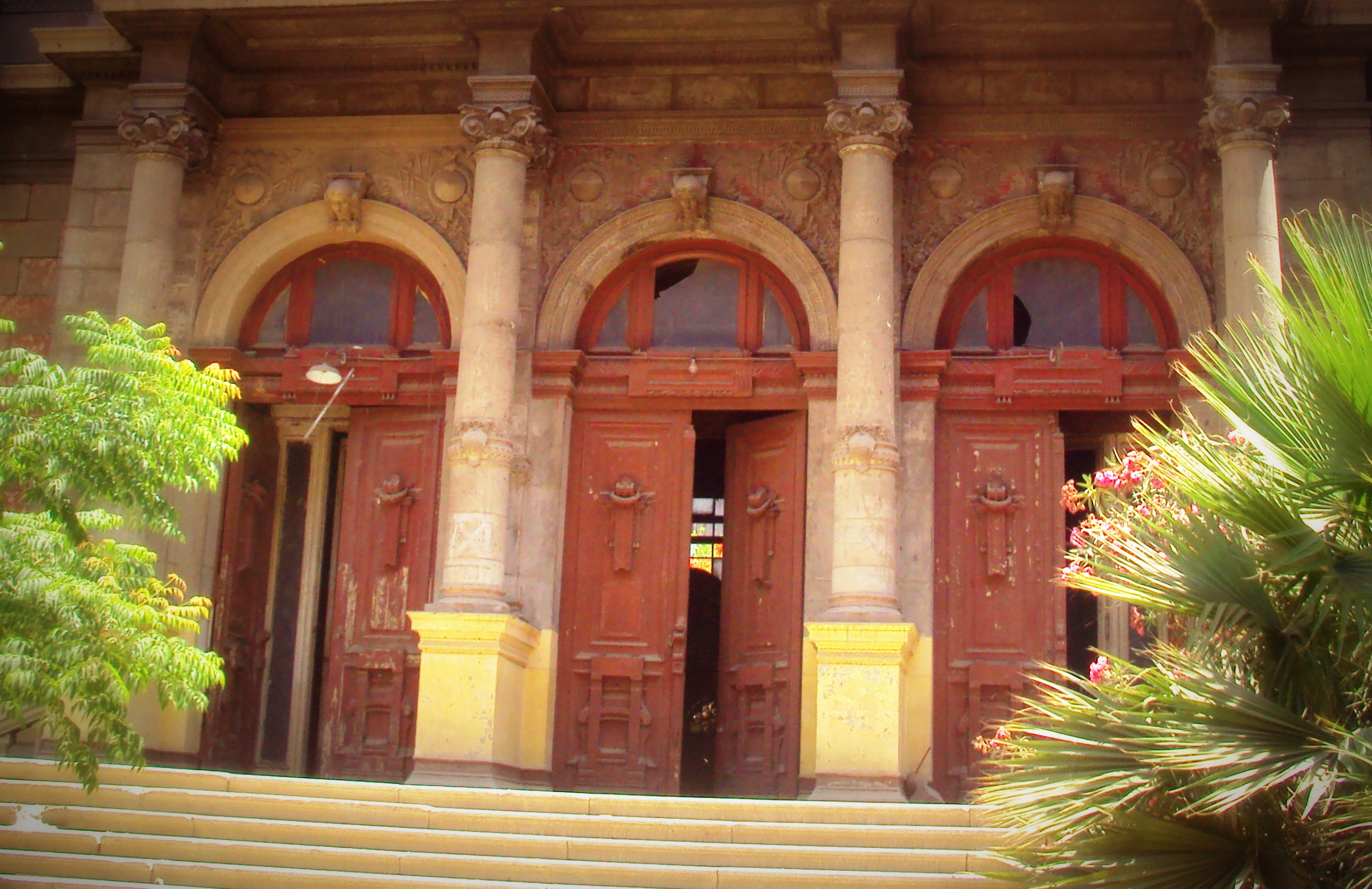
جانب أمامي من قصر سعيد باشا حليم.
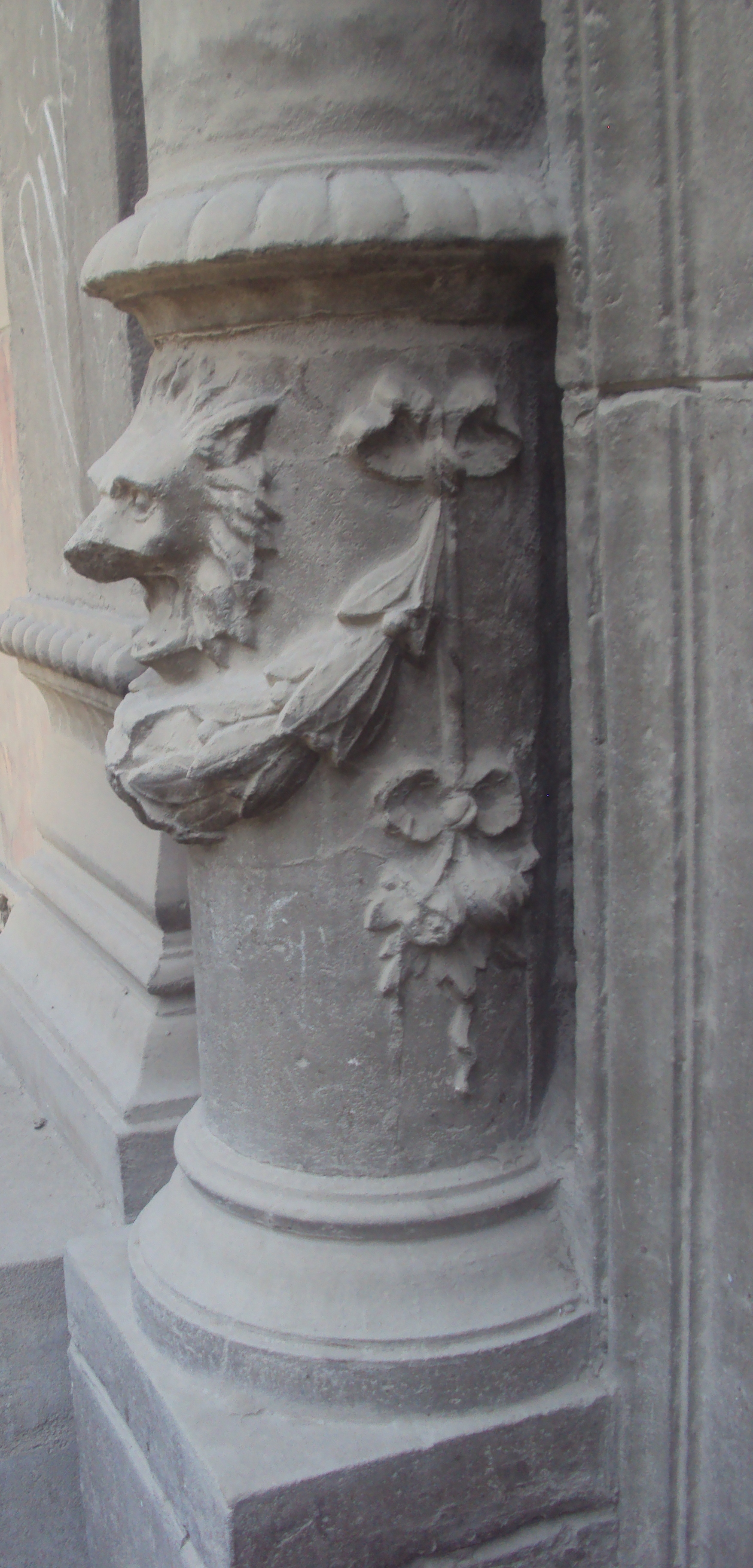
النقش على أعمدة قصر سعيد باشا حليم.
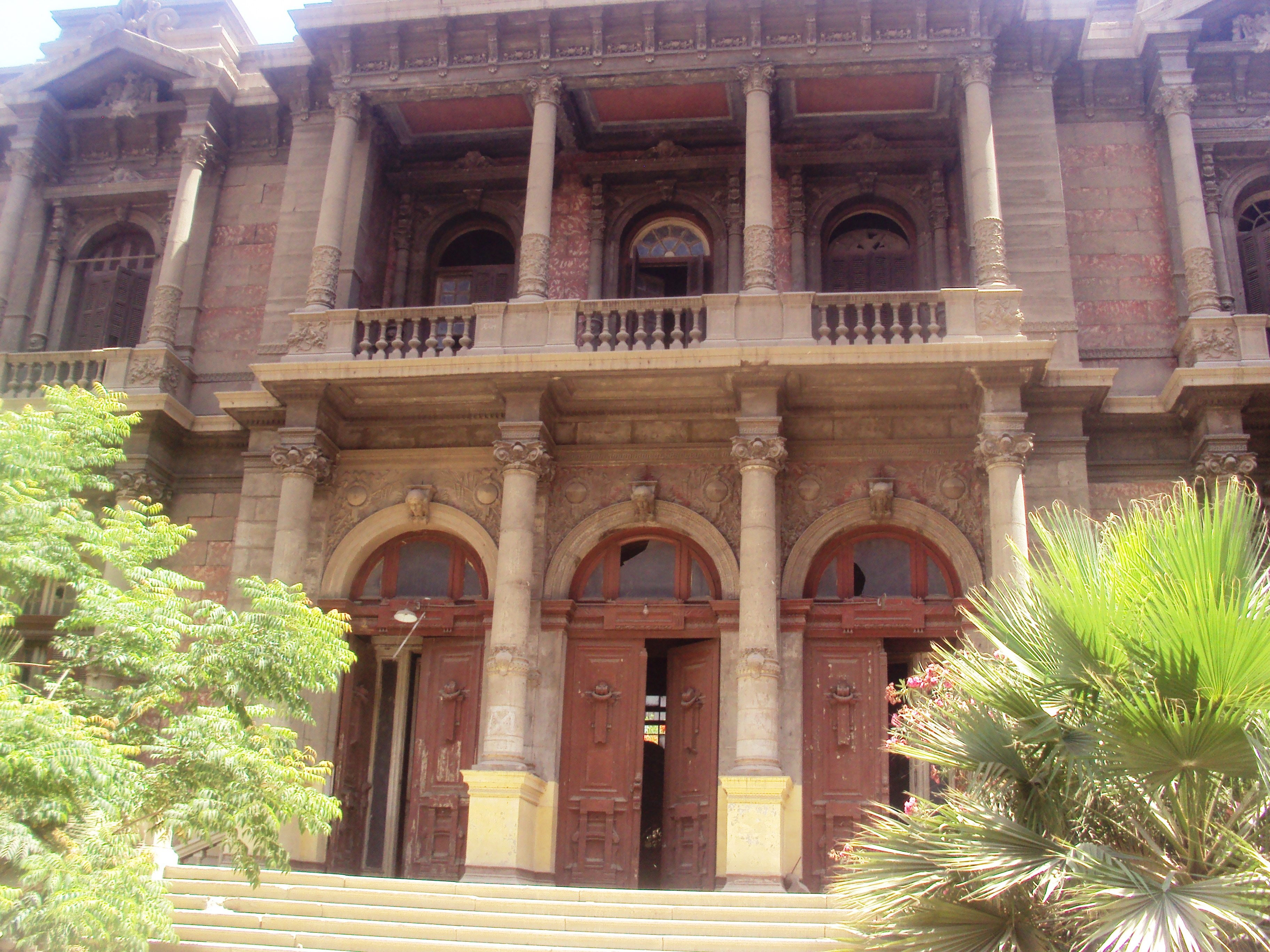
واجهة قصر سعيد باشا حليم.
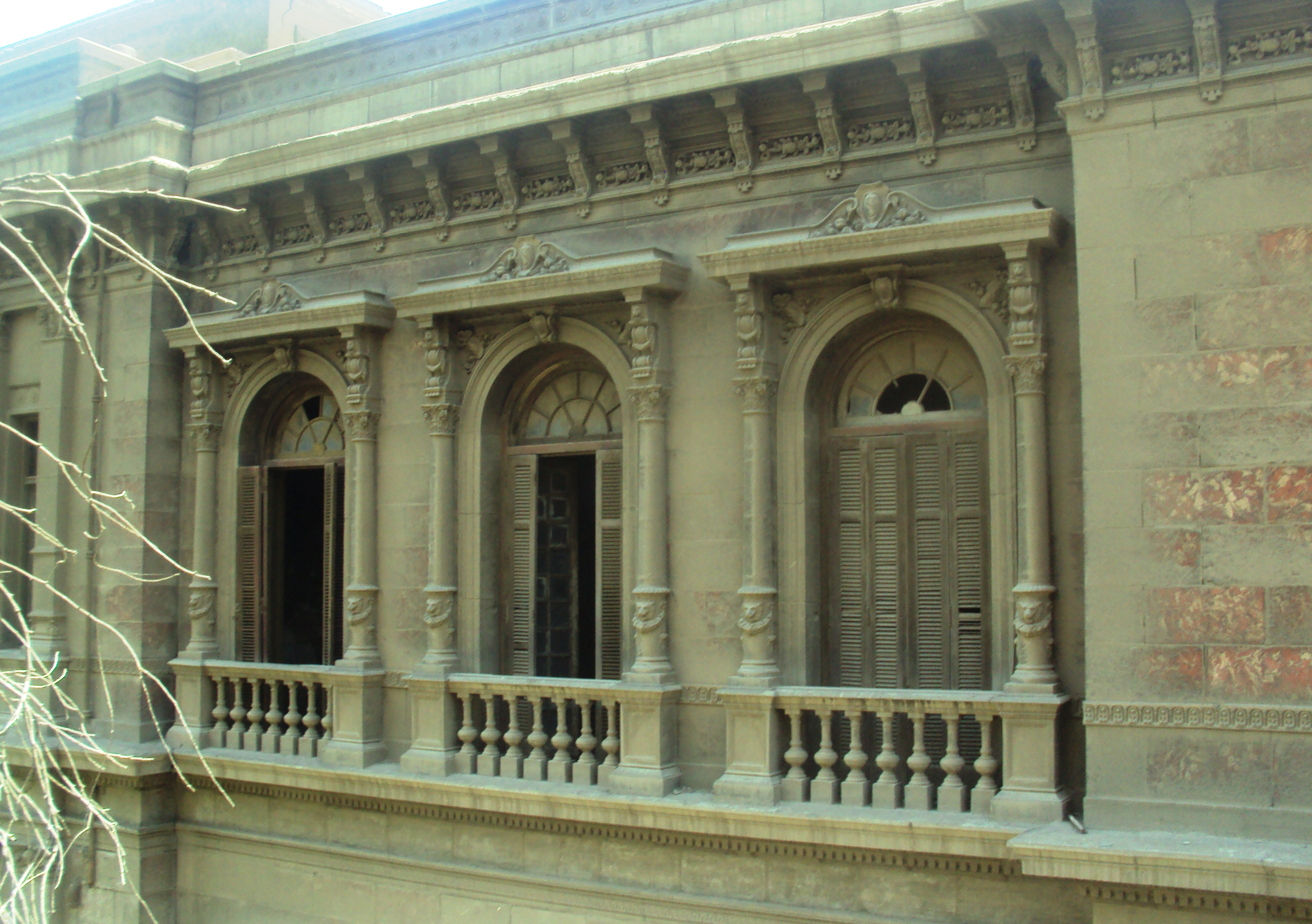
جانب علوي من قصر سعيد باشا حليم.
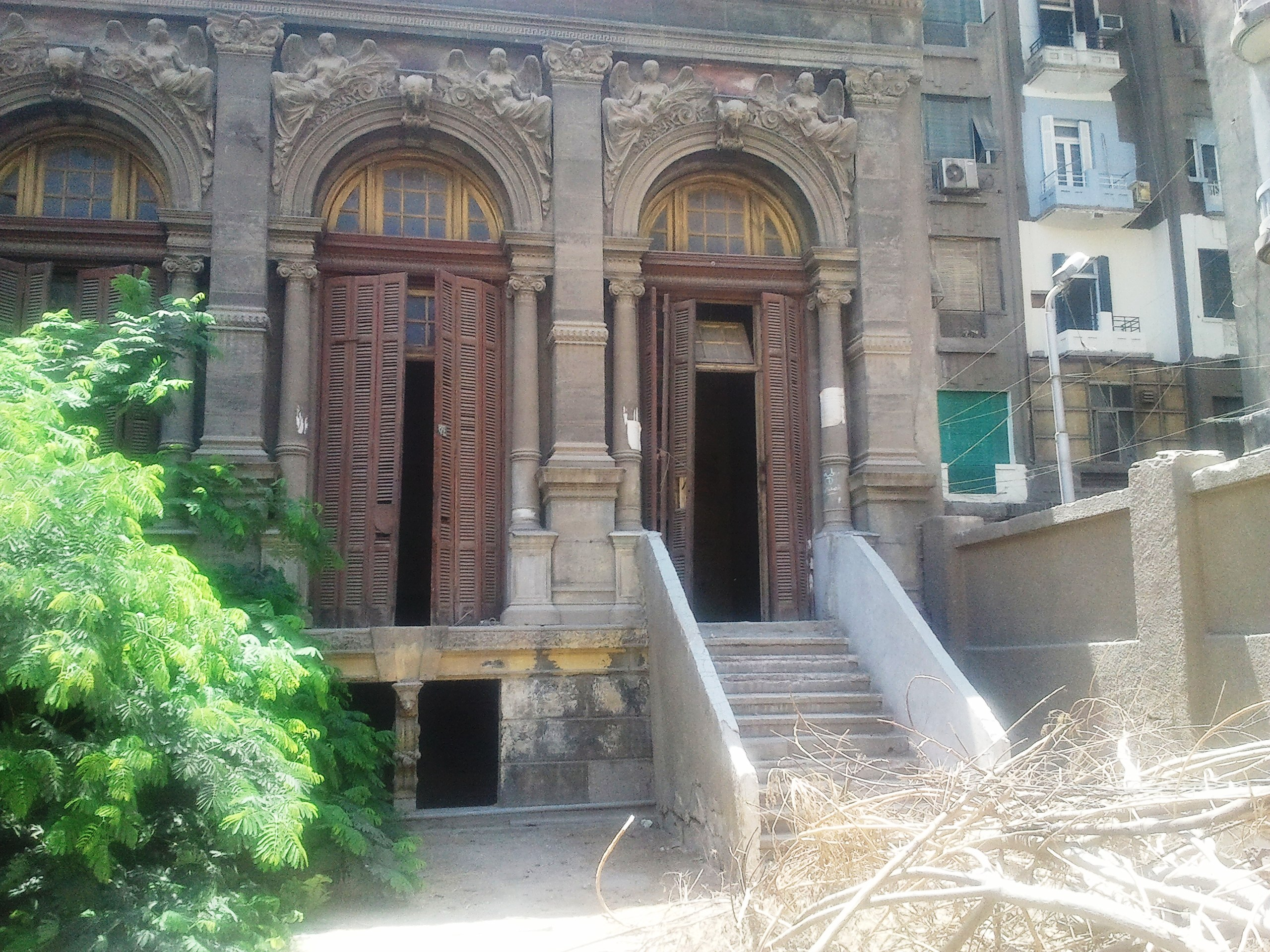
جانب أمامي من قصر سعيد باشا حليم.
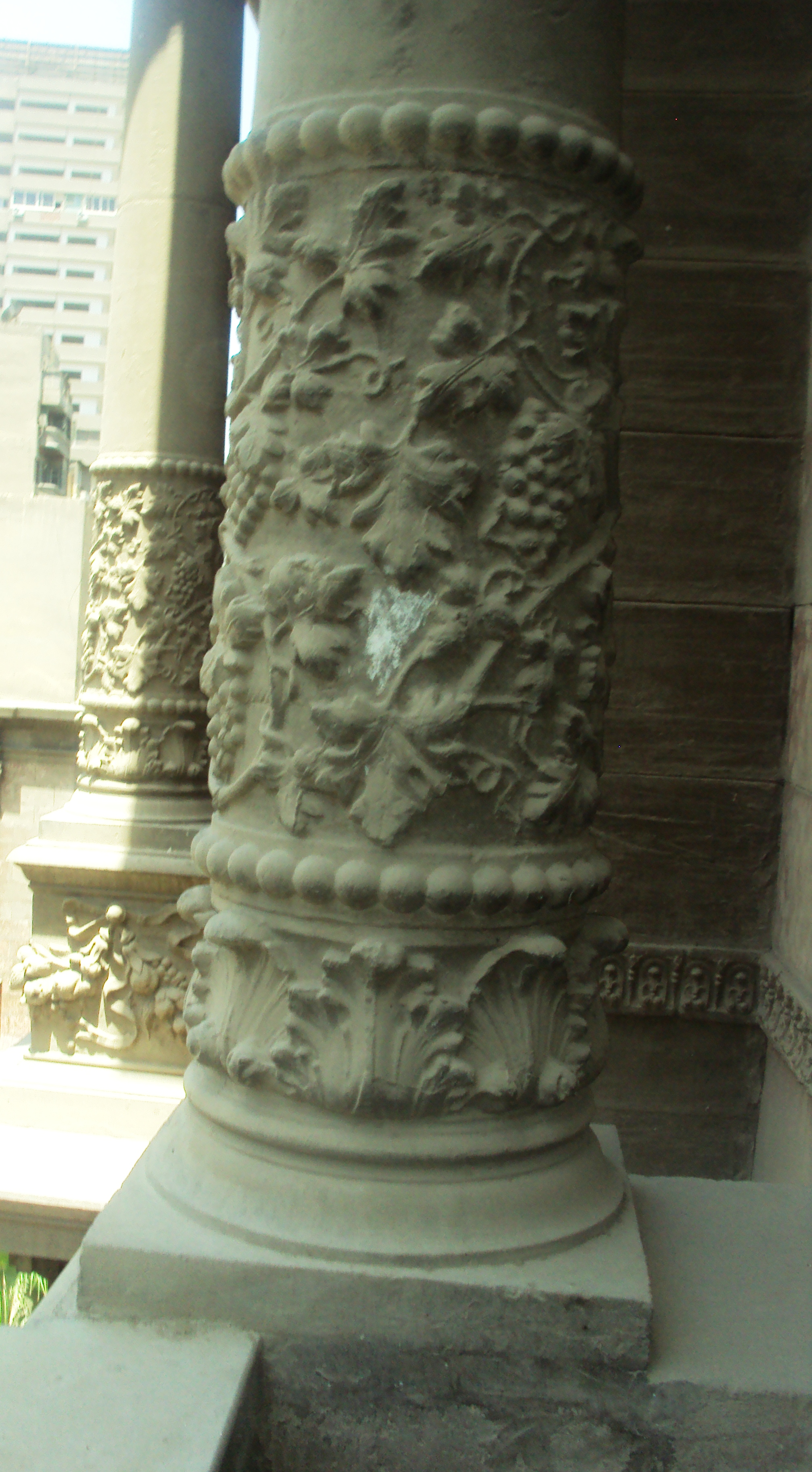
النقش على أعمدة قصر سعيد باشا حليم.
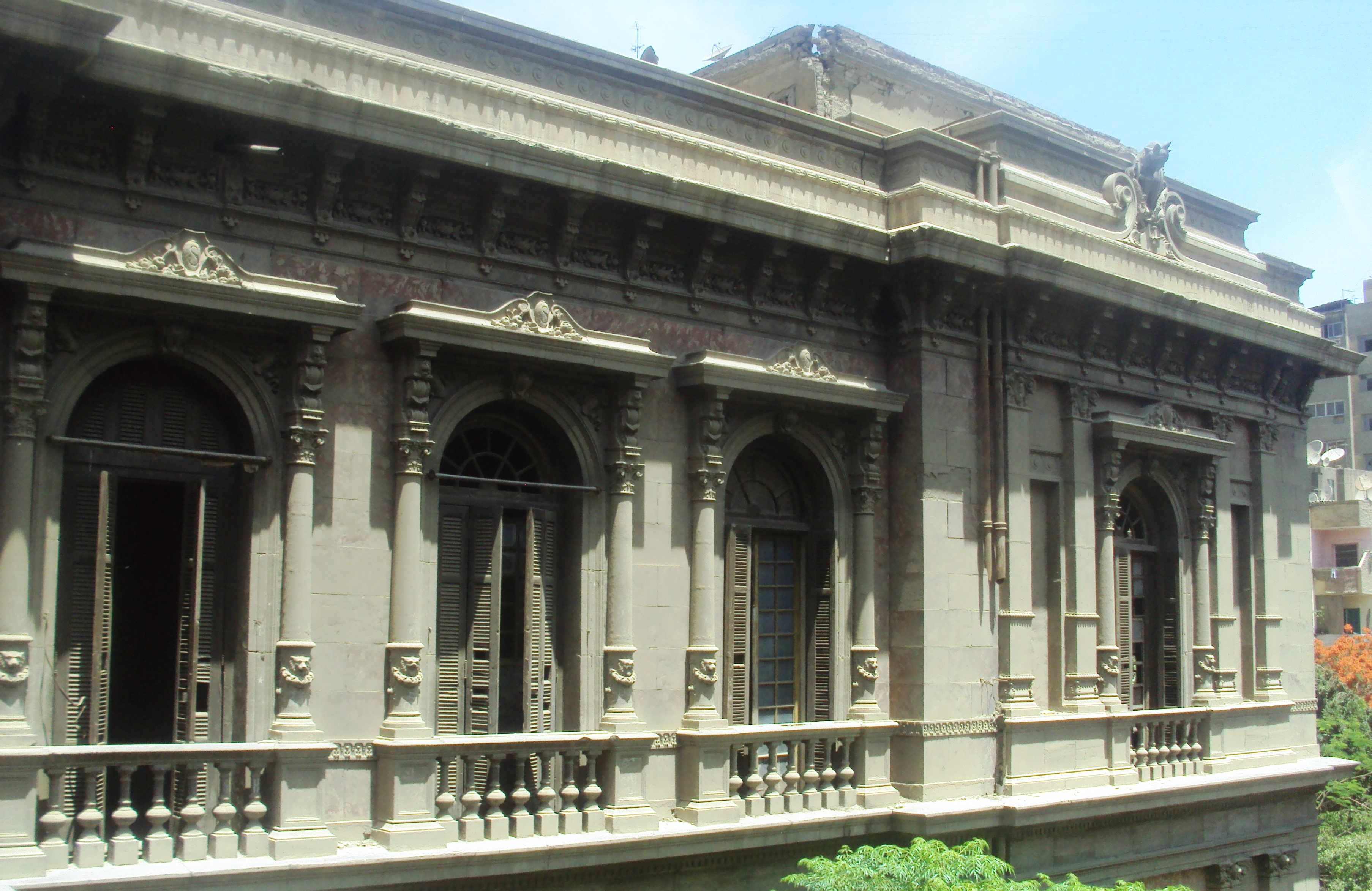
جانب علوي من قصر سعيد باشا حليم.

## روابط خارجية
- سعيد حليم باشا على موقع الموسوعة البريطانية (الإنجليزية)